# Zrywa się wiatr
Zrywa się wiatr (jap. 風立ちぬ Kaze tachinu) – pełnometrażowy film anime z 2013 roku w reżyserii Hayao Miyazakiego, nominowany w 2014 roku do Oscara w kategorii najlepszy film animowany. Box office filmu wyniósł ponad 11,6 miliarda jenów, czyniąc go najlepiej zarabiającym filmem w 2013 roku w Japonii.

## Fabuła
Miyazaki oparł film na własnej mandze o tej samej nazwie, opartej z kolei luźno na opowiadaniu „Kaze tachinu” autorstwa pisarza Tatsuo Horiego. „Kaze tachinu” jest fabularyzowaną biografią japońskiego konstruktora Jirō Horikoshiego, projektanta Mitsubishi A5M (w filmie) oraz jego słynnego następcy, Mitsubishi A6M „Zero”. Oba samoloty były wykorzystywane przez lotnictwo floty japońskiej podczas II wojny światowej.

## Obsada głosowa
- Hideaki Anno – Jirō Horikoshi
- Miori Takimoto – Naoko Satomi
- Hidetoshi Nishijima – Honjō
- Masahiko Nishimura – Kurokawa
- Stephen Alpert – Castorp
- Morio Kazama – Satomi
- Keiko Takeshita – Matka Jirō
- Mirai Shida – Kayo Horikoshi
- Jun Kunimura – Hattori
- Shinobu Otake – pani Kurokawa
- Nomura Mansai – Giovanni Battista Caproni

### Angielski dubbing
- Joseph Gordon-Levitt – Jirō Horikoshi
- Emily Blunt – Naoko Satomi
- John Krasinski – Honjō
- Martin Short – Kurokawa
- Stanley Tucci – Giovanni Battista Caproni
- Mandy Patinkin – Hattori
- William H. Macy – Satomi
- Werner Herzog – Castorp
- Mae Whitman – Kayo
- Jennifer Grey – pani Kurokawa
- Darren Criss – Katayama
- Elijah Wood – Sone
- Ronan Farrow – pracownik Mitsubishi